# Argia claussenii
Argia claussenii är en trollsländeart som beskrevs av Selys 1865. Argia claussenii ingår i släktet Argia och familjen dammflicksländor. Inga underarter finns listade i Catalogue of Life.